# Rousserolle isabelle
Acrocephalus agricola
Espèce
Statut de conservation UICN

 LC  : Préoccupation mineure
La Rousserolle isabelle (Acrocephalus agricola) est une espèce d'oiseau de la famille des Acrocephalidae.

## Répartition
Cet oiseau vit en Eurasie centrale et hiverne en Asie du Sud. Il n'est qu'accidentel en Europe occidentale (France...).

## Sous-espèces
D'après Alan P. Peterson, il existe deux sous-espèces :
- A. a. agricola (Jerdon, 1845) : Kazakhstan et nord-est de l'Iran, Asie centrale à la Mongolie et ouest de la Chine
- A. a. septimus Gavrilenko, 1954 : du pourtour nord-ouest de la Mer Noire à l'ouest du Kazakhstan ; est de la Turquie et Arménie

## Description
Acrocephalus agricola mesure de 12 à 13,5 cm de longueur. Les adultes présentent une coloration brun pâle sur le dos et un ventre beige. Le croupion est brun plus soutenu. Le sourcil est clair et le bec petit et pointu. Les sexes sont identiques.

## Habitat
La rousserolle isabelle vit près des eaux douces et dans les marais.

## Régime alimentaire
C'est un oiseau insectivore.

## Reproduction

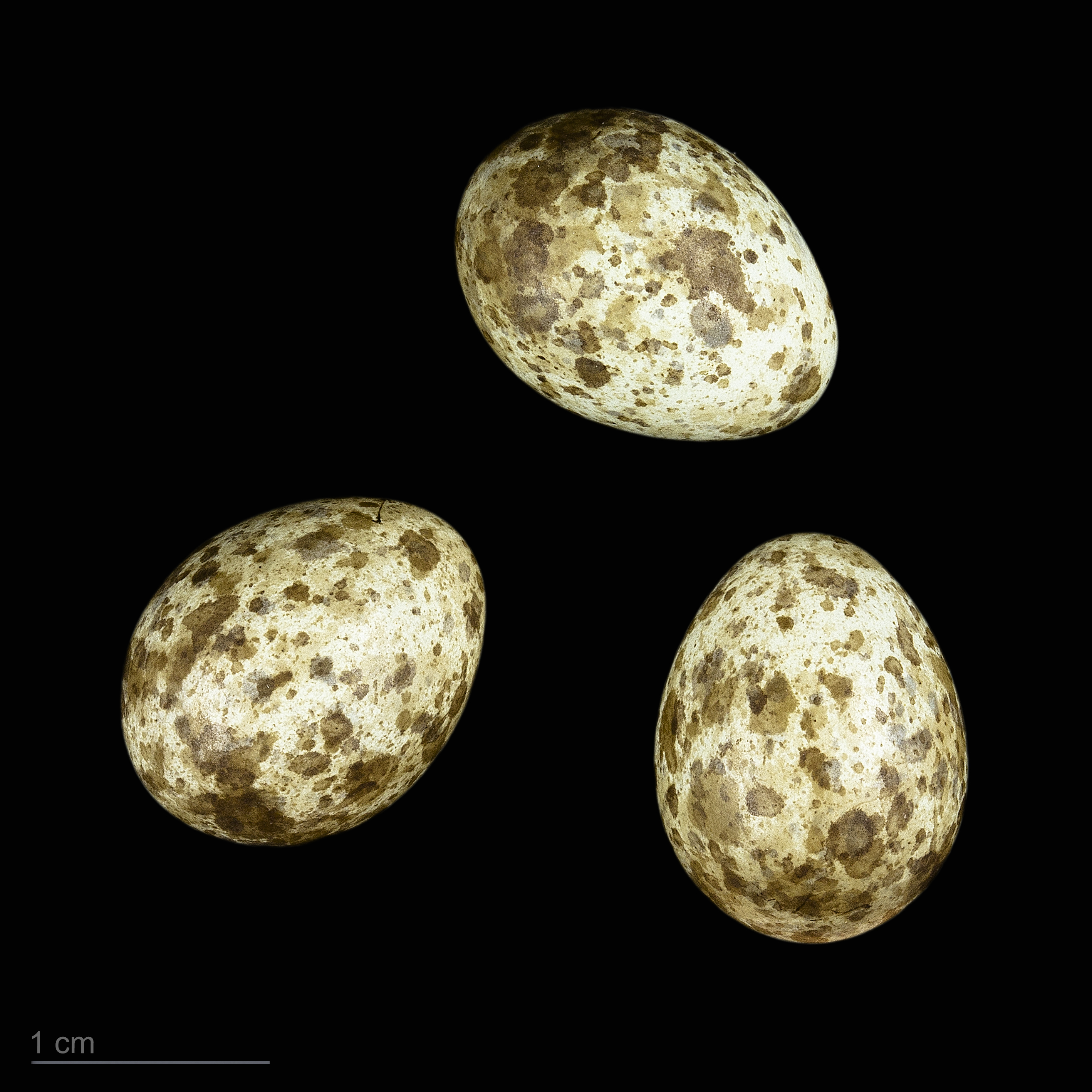
Oeufs de Acrocephalus agricola - Muséum de Toulouse

La femelle pond de 3 à 6 œufs dont l'incubation dure de 12 à 13 jours.